# 大内病院
大内病院（おおうちびょういん）は東京都足立区にある医療機関。足立区の精神科病院としては2番目に古い、1958年（昭和33年）より続く病院である。2024年7月より、リニューアルした。小児、成人、高齢者など幅広い心療内科・精神疾患の外来や、精神保健指定医療機関の指定を受けており、緊急時の措置入院、医療保護入院、緊急措置入院、応急入院などの地域保全に重要な役割も担っている。関連施設として精神科デイケアなどを持つため、精神科治療の幅広い症例に対応可能となっている。東京都認知症疾患医療センターとして東京都の指定を受け区東北部医療圏（荒川区・足立区・葛飾区）を担当している。正面玄関前には新西新井公園があり、閑静な住宅街に位置するため、環境・天候に影響されやすい精神科患者の治療に集中し易い場所となっている。

## 診療科
- 精神科
- 心療内科
- 児童精神科
- 老年精神科
- 内科

## 沿革
- 1958年11月 - 私立大内病院　開院　（初代院長　大内繁）
- 1964年6月 - 医療法人社団大和会　大内病院に組織移行
- 2003年7月 - 精神科急性期治療病棟入院料2取得
- 2004年3月 - 精神科急性期治療病棟入院料1取得
- 2009年7月 - 医療法人社団大和会　大内病院　（第二代院長　西島久雄）
- 2022年4月 - 医療法人社団大和会　大内病院　（第三代院長　谷 将之）

## 指定医療
- 保険医療機関
- 労災保険指定医療機関
- 指定自立支援医療機関（精神通院医療）
- 精神保健及び精神障害者福祉に関する法律（昭和25年法律第123号）基づく指定病院・応急入院指定病院
- 精神保健指定医の配置されている医療機関
- 生活保護法指定医療機関
- 東京都認知症疾患医療センター

## 関連施設
- 医療法人社団大和会
  - 平成扇病院
  - 多摩川病院
  - 聖和看護専門学校

## 交通
- 東武大師線大師前駅下車、徒歩10分
- JR常磐線北千住駅より　東武バス西新井大師行き終点下車、徒歩10分
- 東京都交通局日暮里・舎人ライナー西新井大師西駅下車 徒歩15分
- その他西新井駅、赤羽駅、池袋駅、王子駅からのバスを使用可能